# Nová Bašta
Nová Bašta – wieś (obec) na Słowacji położona w kraju bańskobystrzyckim, w powiecie Rymawska Sobota. Pierwsze wzmianki o miejscowości pochodzą z roku 1267. 
Według danych z dnia 31 grudnia 2012, wieś zamieszkiwały 522 osoby, w tym 261 kobiet i 261 mężczyzn.
W 2001 roku rozkład populacji względem narodowości i przynależności etnicznej wyglądał następująco:
- Słowacy – 5,13%
- Czesi – 0,37%
- Romowie – 4,03%
- Węgrzy – 90,29%

Ze względu na wyznawaną religię struktura mieszkańców kształtowała się w 2001 roku następująco:
- Katolicy rzymscy – 95,79%
- Grekokatolicy – 0,18%
- Ewangelicy – 0,37%
- Ateiści – 1,47%
- Nie podano – 1,28%